# STX Europe
STX Europe este o companie constructoare de nave, parte a grupului sud-coreean STX Shipbuilding.
La începutul anului 2008, STX Europe a preluat constructorul naval norvegian Aker Yards.
De asemenea, STX Europe deține firma Scandinor, care deține și 94,12% din Șantierul Naval din Brăila.
Aker Yards este un grup norvegian specializat în construcția de nave offshore și specializate, nave de croazieră, feriboturi și nave de transport marfă.
Este unul dintre cei mai mari cinci producători mondiali de nave.
Compania are sediul în orașul norvegian Alesund, este listată la bursa din Oslo, iar valoarea de piață a flotei sale depășea 620 de milioane de euro în 2006.
Tot în anul 2006, compania avea peste 20.000 de angajați la 17 șantiere navale din Brazilia, Franța, Finlanda, Germania, Norvegia, România și Ucraina.

## STX în România
Șantierul Naval Brăila a fost deținut până în 2003 de firma Scandior, dar a trecut ulterior sub controlul companiei norvegiene Aker Yards, care a preluat Scandinor.
Șantierul Naval Brăila a fost redenumit în Șantierului Naval Aker Brăila iar apoi STX Ro Offshore Brăila.
Acțiunile STX Ro Offshore Brăila se tranzacționează la prima categorie a pieței Rasdaq, sub simbolul SNBB.
Șantierul naval din Brăila este un șantier naval pentru construirea de cargouri de 4 500 tdw, 7 500 tdw, 15 000 tdw, șlepuri, nave de salvare, nave-pilot, remorchere, nave pentru transportat fructe, motonave, ceamuri etc. A fost înființat în anul 1939 sub forma unor mici ateliere pentru curățatul și repararea corpului navelor și ambarcațiunilor.
Din toamna anului 2007, STX a devenit proprietar al Șantierului Naval Tulcea.

#### Număr de angajați:
- 2019: 1.840

- 2018: 1.756

- 2017: 1.559

- 2016: 1.390
- 2015: 1.680

#### Cifra de afaceri:
- 2019: 333,5 milioane lei

- 2018: 464,2 milioane lei

- 2017: 148,7 milioane lei

- 2016: 206,9 milioane lei

Profit:
- 2019: - 13,35 milioane lei

- 2018: 37,38 milioane lei

- 2017: 27,88 milioane lei